# Epicauta laevicornis
Epicauta laevicornis är en skalbaggsart som beskrevs av Werner 1973. Epicauta laevicornis ingår i släktet Epicauta och familjen oljebaggar. Inga underarter finns listade i Catalogue of Life.